# 740
740 (DCCXL) fue un año bisiesto comenzado en viernes del calendario juliano, en vigor en aquella fecha.

## Acontecimientos
- 26 de octubre: Un terremoto golpea Constantinopla y sus alrededores, causando la destrucción de las paredes de tierra de la ciudad y edificios, y muchas muertes.
- Rebelión bereber en el norte de África; las tropas sirias enviadas por el califa de Damasco, Hisham ibn Abd al-Málik, para sofocar la rebelión, son derrotadas cerca de Fez.
- El reinado del rey Sevar, y por tanto del Clan Dulo, termina en Bulgaria.
- La Batalla de Akroinon en Anatolia, una significativa victoria bizantina sobre los Omeyas, detiene el ímpetu de los ataques árabes en Anatolia.
- St. Cuthbert se convierte en arzobispo de Canterbury.

## Nacimientos
- Aurelio, rey de Asturias

## Fallecimientos
- Abdallah al-Battal, líder militar de los Omeyas.
- San Aethelwald, obispo de Lindisfarne.
- Zhang Jiuling, poeta, erudito y ex Canciller de la Dinastía Tang de China (n. 673 )
- Wu Daozi, pintor chino (nacido en 680 )
- Meng Haoran, poeta chino (nacido en 689 )
- Hilderico , duque de Spoleto